# Asociace českých překladatelských agentur
Asociace českých překladatelských agentur (ACTA) sdružuje právnické osoby poskytující služby v oblasti překladů a tlumočení. Vznikla v roce 2005 iniciativou společnosti Skřivánek s.r.o., ACP Traductera s.r.o., Donatello s.r.o. a Sophia, jazykové služby s.r.o. Prvním prezidentem v období od založení až do roku 2008 byl Pavel Skřivánek, v roce 2008 ho vystřídal Luboš Skupnik.
Cílem asociace je propagovat zásady profesního etického chování, propagovat výhody služeb poskytovaných překladatelskými agenturami a hájit zájmy svých členů.
ACTA je členem nadnárodního sdružení národních asociací překladatelských agentur EUATC (European Union of Associations of Translation Companies).